# Panhuis (Mechelen)

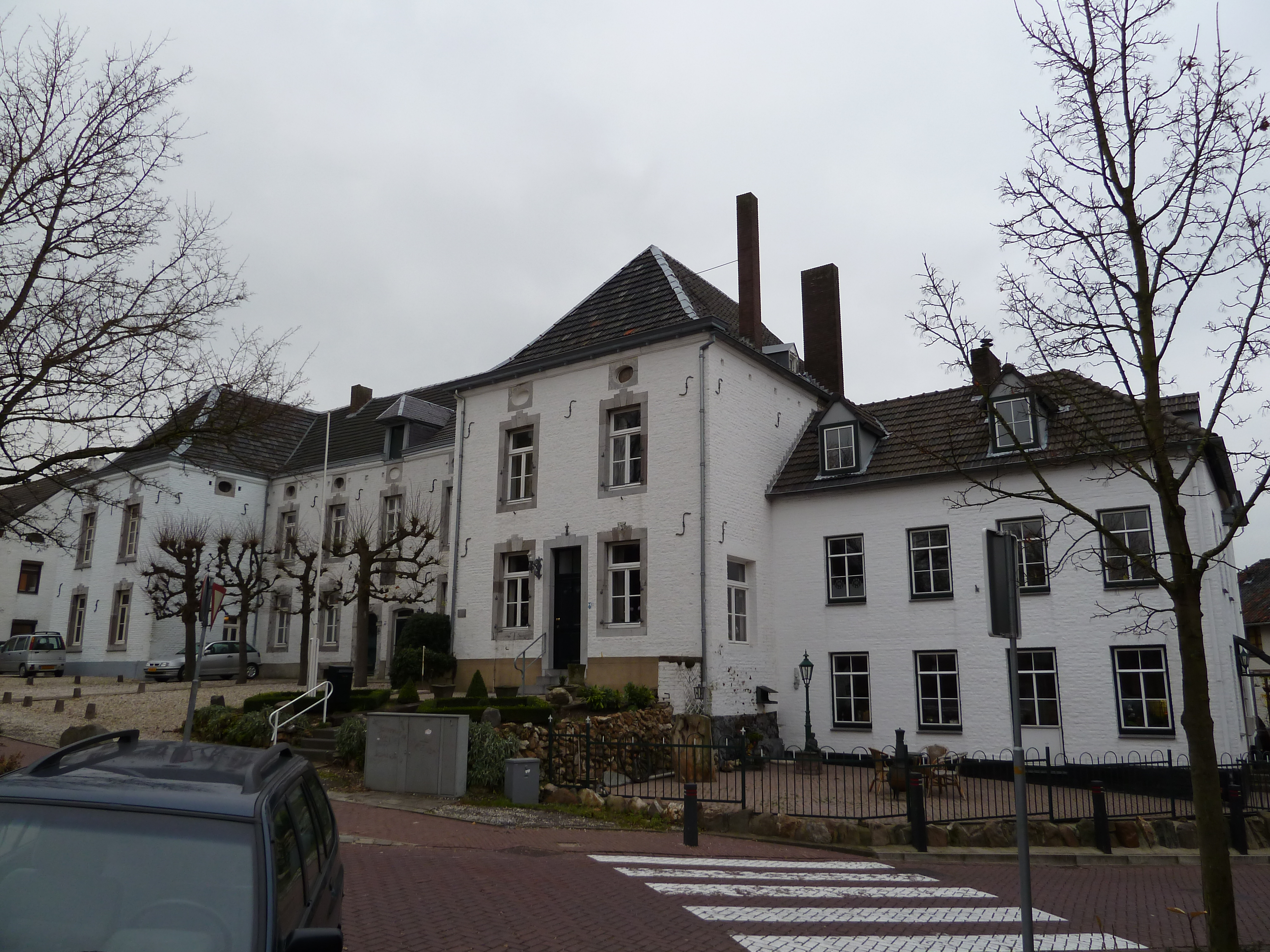
Panhuis

Het Panhuis is een kasteelachtig gebouw te Mechelen in Nederland, gelegen aan Hoofdstraat 9-17.
Het pand kwam tot stand van 1724-1737 in opdracht van Ferdinand von Plettenberg en het werd ontworpen door Laurenz Mefferdatis.
Het symmetrische gebouw bestaat uit een middenvleugel die geflankeerd wordt door twee hoekvleugels. Boven de ingang vindt men de wapenschilden van Ferdinand von Plettenberg en Bernardina von Westerholt Lembeck, heren van Wittem.
In het pand bevond zich een dwangbrouwerij van de heren van Wittem, waar de inwoners van de heerlijkheid verplicht waren hun bier te brouwen. Mogelijk kwam hier ook de schepenbank van Mechelen bijeen.